# Telchines (mythologie)
De Telchines (Oudgrieks: Τελχις) waren zeemonsters met speciale krachten die op de eilanden Keos en Rodos woonden. Ze hadden hoofden van een hond en vinnen van een vis. Het waren bovendien bedreven smeden: ze vonden de kunst van de metaalbewerking uit en ze zouden de sikkel gemaakt hebben waarmee Kronos zijn vader Ouranos ontmande. Later werd de sikkel aan Poseidon geschonken om bergen in zee op te tillen en eilanden te creëren.
Zeus zou hen gestraft hebben voor het kwaadaardig gebruik van hun magie door hen te verbannen naar de Tartaros of in de diepten van de zee. Hun namen waren Aktaios (Actaeus), Argyron, Atabyrios, Chalkon, Chryson, Hormenios, Lykos (Lycus of Lyktos), Megalesios, Mylas, Nicon, Simon, Skelmis, Damnameneos, Damon (Demonax) en Ormenos.
Wat betreft de ouders van de Telchines zijn er vele versies. Ofwel is Gaia hun moeder, zonder mannelijk bevruchting, of ontstonden ze uit het bloed van Ouranos dat op Gaia viel. Andere bronnen zeggen dat ofwel Tartaros en Nemesis hun ouders zijn, ofwel was Poseidon hun vader, ofwel Thalassa hun moeder.